# Кабанова, Софья Равильевна
Софья Равильевна Кабанова (род. 29 мая 1970) — узбекистанская легкоатлетка, специалистка по многоборьям. Выступала на профессиональном уровне в конце 1990-х — начале 2000-х годов, призёрка турниров национального и международного значения, участница летних Олимпийских игр в Сиднее.

## Биография
Софья Кабанова родилась 29 мая 1970 года.
Впервые заявила о себе в сезоне 1998 года, когда выступила в прыжках в высоту на Мемориале Гусмана Косанова в Алма-Ате — показала результат 1,78 метра.
В 1999 году в семиборье выиграла бронзовую медаль на Мемориале Косанова в Алма-Ате и серебряную медаль на домашних соревнованиях в Ташкенте.
В мае 2000 года с личным рекордом в 5380 очков получила серебро на Мемориале Косанова в Алма-Ате, одержала победу на соревнованиях в Ташкенте (набрала здесь 5700 очков, но этот результат не ратифицирован как рекорд). Благодаря этим успехам вошла в основной состав узбекистанской сборной и удостоилась права защищать честь страны на летних Олимпийских играх в Сиднее — благополучно преодолела все дисциплины семиборья и с результатом в 5101 очко расположилась в итоговом протоколе соревнований на 27-й строке.
После сиднейской Олимпиады Кабанова больше не показывала сколько-нибудь значимых результатов на крупных легкоатлетических турнирах.
Впоследствии работала тренером по лёгкой атлетике в Узбекистане